# إنشاء بمسطرة وفرجار

إنشاء مضلع سداسي منتظم باستخدام الفرجار والمسطرة.

إنشاءات الفرجار والمسطرة مجموعة مسائل قديمة في الهندسة المستوية يشترط فيها إنشاء أطوال أو زوايا معينة باستخدام الفرجار والمسطرة فقط.

## التاريخ
انظر إلى تاريخ الرياضيات اليونانية.
انظر إلى بيير وانتزل وإلى عدد متسام وإلى فيردينوند فون ليندمان.

## إنشاء القطع
من الممكن حسب مبرهنة طاليس ومبرهنة فيثاغورس إنشاء قطع طولها كما يلي:
- قطعة طولها جمع، فرق، جذاء أو خارج طول قطعتين معلومتين.
- قطعة طولها جذر مربع طول قطعة معلومة.

خطوات تعيين مركز دائرة: نرسم قطعة مستقيمة ثم نعين عليها النقطتين أ ب، نقيم عمود من أ يقطع الدائرة في وثم نقيم عمود من ب يقطع الدائرة في ع نصل بخط من أ إلى ع ثم نصل بخط من ب إلى وونقطة التقاطع بيننهما هي م.

## إنشاء المستقيمات
من الممكن إنشاء ما يلي:
- منصف زاوية.
- واسط زاوية.

خطوات تعين مركز الدائرة
قمنا برسم دائرة ثم رسم قطعة مستقيمة تقطع الدائرة اقامة عمود من النقطة أ لقطع الدائرة في نقطة واقامة عمود من النقطة ب لقطع الدائرة في ع ثم نصل بين ه، ب، ع مع أ، عند تقاطع الوترين توصلنا إلى تحديد مركز الدائرة.
| رسم المتوازي | رسم واسط قطعة ورسم المتعامد |
| ------------ | --------------------------- |
|              |                             |

## إنشاء الأقواس والزوايا
من الممكن إنشاء زاوية متقايسة مع زاوية أخرى.

## نقل الزوايا
نرسم قطعة مستقيمة ل نعين نقطتين س، ص نفتح الفرجار فتحة مناسبة نركز الرأس المدبب في رأس الزاوية المعلومة أ ب ج وأرسم قوساً يقطع ضلعيها في النقطتين أ ب، نستخدم فتحة الفرجار
السابق ونركز الرأس المدبب في النقطة س، وارسم قوساً يقطع المستقيم س ص في النقطة ع، افتح الفرجار فتحة طولها دو وركز الرأ س المدبب في ع وارسم قوساً يقطع القوس الأول في النقطة م صل س م بالمسطرة لتحصل على الزاوية المطلوبة.

## إنشاءات مستحيلة
اعتقد علماء الرياضيات الإغريق أن المسائل اللائي لم يستطيعوا حلحلتها والمتعلقة بإنشاءات المسطرة والبركار أنها صعبة. لم يعتقدوا أنها مستحيلة. في العصر الحالي، بُرهن بشكل قاطع أن هذه المعضلات مستحيلة الحل.
هذه بعض الإنشاءات المستحيلة:

### تربيع دائرة
تربيع دائرة أي رسم مربع مساحته تساوي مساحة دائرة ما. تربيع الدائرة يعني إنشاء قطعة طولها يساوي √π. هذا العدد متسام.
انظر إلى مثلث كيبلر.

### مضاعفة مكعب
مضاعفة مكعب أي إنشاء مكعب حجمه ضعف حجم مكعب ما.

### تثليث زاوية
تثليث زاوية أي تقسيم زاوية ما إلى ثلاث أقسام متساوية.

## إنشاء مضلعات منتظمة

إنشاء خماسي منتظم

بعض من المضلعات المنتظمة قابل للإنشاء، وبعضها غير قابل للإنشاء.
برهن كارل فريدريش غاوس في عام 1796 على أن سبعة عشري أضلاع منتظما قابلٌ للإنشاء. بعد ذلك بخمس سنوات، برهن أن متعدد أضلاع منتظم عدد أضلاعه يساوي n، هو قابل للإنشاء إذا كانت العوامل الأولية الفردية عند تفكيك n إلى جداء أعداد أولية، أعدادا لفيرما، مختلفةً الواحدة منهن عن الأخرى.
الخماسي المنتظم مثالا على ذلك. السباعي المنتظم، أي مضلع له سبعة أضلاع متساوية وسبعة زوايا متساوية، مثال على ذلك.